# 後上翔太
後上 翔太（ごがみ しょうた、1986年10月23日 - ）は、日本の歌手、俳優、タレント。東京都国分寺市出身。
身長179cm、体重72kg、血液型O型。歌謡グループ「純烈」のメンバー。妻はタレントで元AKB48の横山由依。

## 略歴
東京学芸大学附属小金井小学校、桐朋中学校・高等学校卒業。東京理科大学工学部経営工学科中退。2007年、純烈のメンバーに加入する。2024年12月、横山由依との結婚を発表した。

## 人物
大学生時代、交通事故に遭い病院へ搬送された経験がある。60～70キロのトラックに轢かれ、車は大破し廃車になったほどの事故であったが、擦り傷のみと診断されて3日で退院した。退院後、大学を4年で卒業できない成績であることが確定していた後上は、留年して勉学を続けるか、中退するかの選択に迫られた。就職活動を検討したが、やりたいことが見つからない上、時代はリーマンショック直後で就職難であった。同時期、現在純烈のメンバーとして共に活動しており、当時は新グループの立ち上げのため動いていた酒井一圭は、グループが最終的に売れるために必要なのは"運"だと考えており、"運がいい人"をメンバーとして探していた。これを受け、酒井とも友人であり、芸能事務所の専務をしていた後上の大学のOBが、「車に轢かれたが、死ななかった奴がいる」と後上を紹介したことにより、純烈加入の話が進んだ。当初、後上はスタッフ採用かと思い話を了承したが、実際にはメンバーとしての加入であった。酒井は、活動するための条件として"大学の中退"を提示し、最終的な決断は本人へと委ねた。後上は、自らの思い描いていた大人像とは違う、楽しそうにしている酒井の姿勢に背中を押され、自ら大学を中退して純烈の活動に専念することを決める。結成当初のメンバーの中で唯一、芸能活動の経験がなかった。

### 趣味・嗜好
- 熱烈な巨人ファンである。1993年、小学1年生のときに松井秀喜の入団を受けてテレビで試合を見るようになり、10.8決戦をきっかけに本格的に巨人の応援へとのめり込んだ。翌年初めて球場へと足を運んで以来、約30年に渡りファンを続けている。大学生時代、テレビ中継自体を見ることが少なくなり、一時的に野球の応援からは離れていたものの、2007年に坂本勇人のプロ初ヒットをたまたま目にしたことで巨人熱が再熱した[11][12]。無類の巨人好きを受け、現在では月刊ジャイアンツでの連載やミュージックブルペンでの金曜コーナー、イースタン・リーグ公式戦での球場MCなど、多くの野球関連の仕事を担当している。
- 日常的にジョギングを行っており[1][13]、最近はマラソンにも挑戦している。2024年、FNS27時間テレビ内の企画「100キロサバイバルマラソン」では100kmを完走し、8位でゴールした[14]。2025年には東京マラソンに出場し完走した[15]ほか、TOKYO GIANTS TOWNのマラソンフェスティバルにてゲストランナーも務めた[16]。
- 20歳の頃から1日20本のたばこを吸い続けるヘビースモーカーであったが、2019年に受けた人間ドックの結果、若年性肺気腫であることが判明した。肺年齢に関しては実年齢より23歳上の「55歳」と診断され、医師から禁煙を勧められた。酒井一圭からも「もう完全に（たばこを）やめるしかない」「やめられないとここで答えたら、もう3人で活動する」と宣告され、禁煙を決意した[17]。
- 好きなアーティストはKinKi Kids[1]、Hi-STANDARD[1]、スキマスイッチ[18]。母がKinKi Kidsのファンであり、ライブにも何度か行ったことがある[19]。酒井曰く、歌い方がKinKi Kidsに似ている[20]。

### 家族
- 父親は、メガバンクに勤める銀行員で、兄弟全員が慶應義塾大学出身である。また、母方の祖父も医師であり、後上も将来医師になることを期待されていた[21]。
- 2024年12月2日に、タレントで元AKB48の横山由依と結婚したことを連名で発表した[2]。出会いのきっかけは2023年に明治座9月新春公演で共演したこと[22][23]で、婚姻届の証人はメンバーの酒井[24]。

## 音楽作品

### ソロ曲
- ふたりで一緒に暮らしましょう - シングル『愛でしばりたい』Aタイプ収録
- アカシアの白い花 - カバーアルバム『恋して ときめいて〜純烈が綴るムード歌謡の世界!〜』収録
- 桜よ散るな - シングル『純烈のハッピーバースデー』Eタイプ収録
- 宇宙のかたすみで - シングル『二人だけの秘密』Cタイプ収録

### カバー曲
- 赤坂の夜は更けて（西田佐知子） - カバーアルバム『恋して ときめいて〜純烈が綴るムード歌謡の世界!〜』収録
- 京都の夜（愛田健二） - カバーアルバム『恋して ときめいて〜純烈が綴るムード歌謡の世界!〜』収録

## 出演

### テレビ番組

#### ドラマ
- ショクバの王子様 第3夜（2017年3月29日、東海テレビ） - 蓮 役[25]

#### バラエティ・情報番組
- スタイルコレクション（2010年、静岡朝日テレビ）
- ステキ+Life（2011年 - 2015年9月30日、J:COM） - レギュラー（レポーター）[26]
- 東大王（TBS）不定期出演

### ラジオ番組
- ミュージックブルペン内「純烈 後上翔太の野球打たせ湯」 - 金曜日コーナー出演[27]

### 映画
- スーパー戦闘 純烈ジャー（2021年9月10日公開）- 後上 翔太 / 純グリーン役

### コンサート
- 2011年 山本リンダ 45th LIVE45th Anniversary LIVE 「Linda La Linda〜〜愛のある未来へ〜」 - ダンサー[18]

### 舞台
- Flying Trip
  - 第4回公演「月下のオーケストラ」（2012年4月11日 - 17日、池袋 シアターグリーン BIG TREE THEATER）[28]
  - 第5回公演「ひまわりのソラネ」（2012年7月18日 - 22日、池袋 シアターグリーン BIG TREE THEATER）[29]
  - 第7回公演「屋上ワンダーランド」（2013年5月10日 - 11日、池袋 あうるすぽっと）[30]
  - 第8回公演「グッバイ・ジョーカー」（2014年4月4日 - 9日、池袋 あうるすぽっと）[31]
- KENプロデュース「RED」(2014年5月9日-11日、北沢タウンホール)[32] - 主演:垢太郎 役

### イベント
- イースタン・リーグ公式戦
  - 読売ジャイアンツ－横浜DeNAベイスターズ戦（2024年9月10日、読売ジャイアンツ球場） - 球場MC[33]
  - 読売ジャイアンツ－東北楽天ゴールデンイーグルス戦（2025年8月28日予定、GIANTS TOWN STADIUM） - 球場MC[34]
- TOKYO GIANTS TOWN ランニングフェスティバル2025（2025年4月29日、TOKYO GIANTS TOWN内 特設コース） - ゲストランナー[16]

## 連載

### WEB寄稿
- 文春野球コラム（2021年 - 2023年、文春オンライン）[35]
  - 文春野球コラム ペナントレース2021[12]
  - 文春野球コラム ペナントレース2022[36]
  - 文春野球コラム ペナントレース2023[37]
  - 文春野球コラム クライマックスシリーズ2023[38]

### 雑誌連載
- 月刊ジャイアンツ（2023年12月22日 - 、報知新聞社） - 「湯ったり♨しょうたいむ」を連載[39]